# Jan Adolf z Lobkowicz
Jan Adolf z Lobkowicz (6. listopadu 1885 Praha – 11. ledna 1952 Wolfegg), celým jménem Maria Jan Adolf Leonard Gottfried Batazar pocházel z knížecí mělnicko-hořínské větve šlechtického rodu Lobkoviců a byl nejmladší syn Jiřího Kristiána z Lobkowicz a Anny z Lichtenštejna.
Byl c. k. komoří a nadporučík v záloze. Vlastnil zámek v Drahenicích a v letech 1911–1918 působil v diplomatických službách Rakousko-Uherska. Byl posledním předsedou Svazu československých velkostatkářů. V letech 1938 a 1939 podepsal prohlášení české šlechty. V roce 1948 opustil Československo a žil v Německu u Bodamského jezera. Později bydlel s manželkou v penzionu u Grundlsee. Po autonehodě zemřel. Pohřben byl v Lobkovické hrobce v Hoříně.

## Majetek

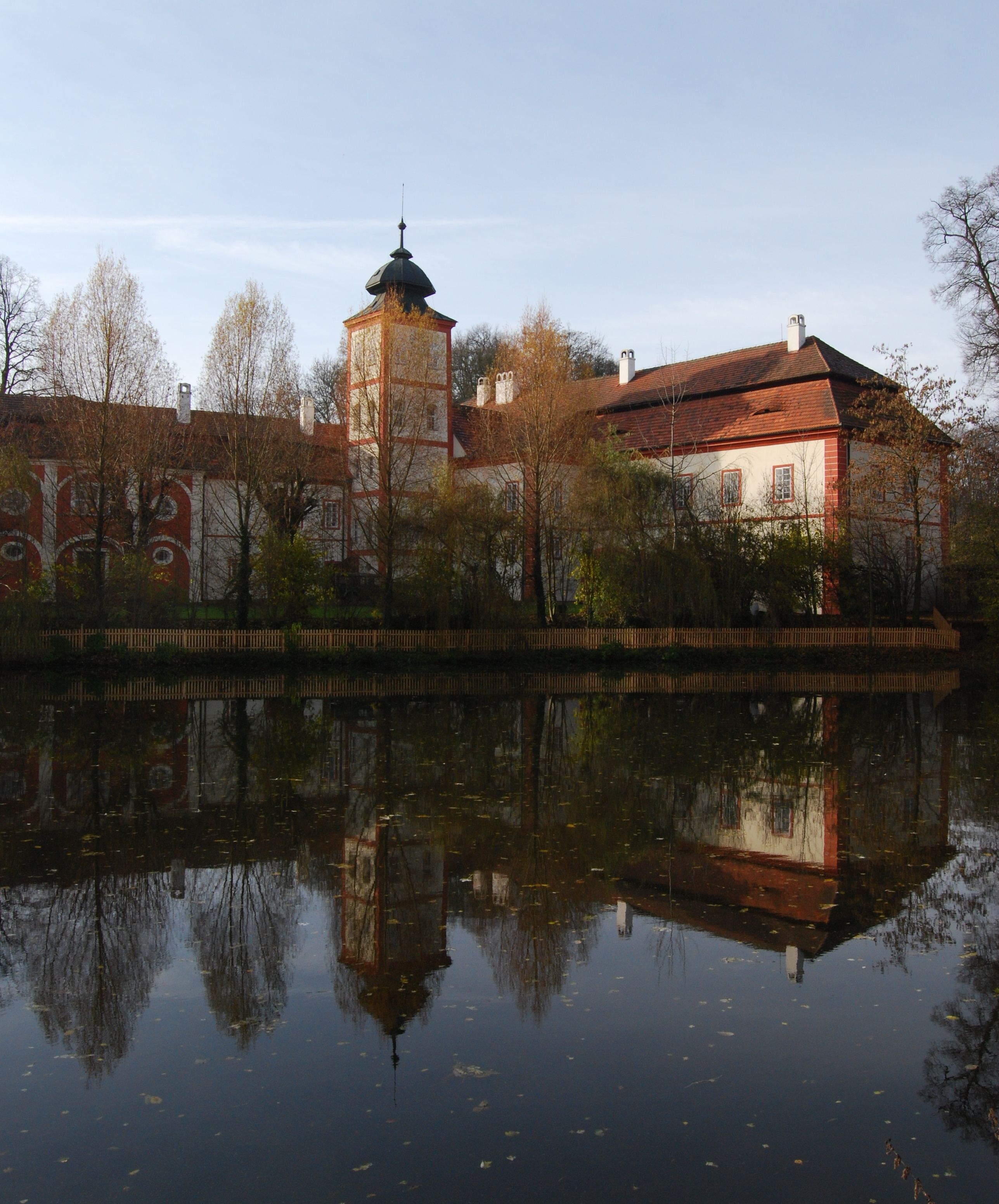
Zámek v Drahenicích

Zdědil velkostatek Drahenice na Příbramsku, který jeho matka Anna v roce 1870 koupila od hrabat Hartmanů z Klarsteina. Velkostatek původně zaujímal na přelomu 19. a 20. století plochu 2165,74 hektarů (830,88 ha zemědělská půda, 210,53 ha louky, 949,95 ha lesy a 95,57 ha rybníky). Součástí byly zámek Drahenice s parkem, majorátní dvory Drahenice (150,50 ha), Draheničky a Ostrov (celkem 291,76 ha), Uzeníček, Hušovice a Malkov (367,14 ha), Dvořetice, Chrást a Svudčice (256,08 ha). V roce 1900 se také uváděl pivovarský dům a cihelna v Drahenicích.
Velkostatku se dotkla prvorepubliková pozemková reforma. Zabráno bylo 2165,5 hektarů, naopak ze záboru bylo propuštěno 1363,5 ha. Janu Adolfovi zůstaly 188,27 ha zemědělské půdy, 67,4 ha luk, 20,22 ha zahrad, 95,83 ha rybníků a 962,7 ha lesů. Součástí statku byly dvory Drahenice (108 ha), Draheničky (100 ha) a Hostišovice (51 ha), všechny tři Lobkowicz provozoval ve vlastní režii.

## Rodina
Oženil se 13. ledna 1921 v Grundlsee s Marií Annou Czerninovou z Chudenic (2. prosince 1899 Paříž – 28. srpna 1965 Bad Aussee), dcerou Otakara Czernina (1872–1932) a Marie Kinské (1878–1945). Jejich děti:
- 1. Otakar (28. 1. 1922 Praha – 1. 6. 1995 Vídeň), pozdější kníže mělnicko-hořínské lobkovické větve
- 2. Anna Marie (6. 3. 1923 Drahenice – 8. 9. 2004 Oberalm)
- 3. Marie Terezie (16. 3. 1925 Vídeň – 11. 2. 2007 Štýrský Hradec)
- 4. Mikuláš (9. 7. 1931 Praha – 19. 9. 2019 Starnberg)
- 5. Bedřich (17. 11. 1932 Praha – 2. 2. 1998 USA), pozdější profesor fyziky vysokých energií na univerzitě v Rochestru v New Yorku, USA.